# Shintaro Shimada
Shintaro Shimada (嶋田 慎太郎 Shimada Shintaro?, nacido el 5 de diciembre de 1995 en Kumamoto) es un futbolista japonés que se desempeña como centrocampista en el Zweigen Kanazawa de la J3 League.

## Trayectoria

### Clubes
| Club                  | País  | Año         |
| --------------------- | ----- | ----------- |
| Roasso Kumamoto       | Japón | 2014 - 2017 |
| Omiya Ardija          | Japón | 2018 -      |
| Oita Trinita (cedido) | Japón | 2019        |
| Zweigen Kanazawa      | Japón | 2023        |

## Estadística de carrera

### J. League
| Club            | Año   | J. League | J. League | Copa J. League | Copa J. League | Total | Total |
| Club            | Año   | Part.     | Goles     | Part.          | Goles          | Part. | Goles |
| --------------- | ----- | --------- | --------- | -------------- | -------------- | ----- | ----- |
| Roasso Kumamoto | 2014  | 6         | 1         | -              | -              | 6     | 1     |
| Roasso Kumamoto | 2015  | 38        | 6         | -              | -              | 38    | 6     |
| Roasso Kumamoto | 2016  | 35        | 1         | -              | -              | 35    | 1     |
| Roasso Kumamoto | 2017  | 34        | 4         | -              | -              | 34    | 4     |
| Total           | Total | 113       | 12        | 0              | 0              | 113   | 12    |